# Strandaster
Strandaster (Tripolium vulgare eller Tripolium pannonicum) eller strandkil är en halofyt eller saltväxt inom släktet strandastrar. Den förekommer vid stränder i Eurasien och Nordafrika.

## Förekomst
Strandastern växer vid havsstränder, estuarier och saltkärr, samt ibland vid saltbemängda områden i inlandet, i Eurasien och Nordafrika. I Skandinavien finns den bland annat vid steniga strandbäddar och leriga strandängar; den är allmän i de sydligare landskapen, sällsyntare norrut. Den kan växa på fin sand, grus eller lera.
Vid fjordarna i Norge håller den sig mestadels nära havet, men i andra delar av Europa påträffas den på saltslätter i det inre av kontinenterna. I Sverige förekommer den på sten- och grusvallar samt åsöar i Östersjön.
I bland annat Finland växer den nära havssälting, salttåg och gulkämpar.

## Biologi
Växten är mestadels tvåårig, med en höjd på 10 till 60 cm. Korgen och dess blommor är av samma typ som hos prästkragen, men med den vackra färgkontrasten av gult och violett. Blomfärgen tonar ofta i rosa eller blått, med tunglika strålblommor; de gula, rörlika diskblommorna är bildade av fem sammanväxta kronblad.
Hela blomman bildar en två till tre cm bred blomkorg, med fem ståndare och en pistill uppbyggd av två fruktblad. Den har överlappande, rundade holkfjäll i två eller fler rader, och blomkorgarna samlas likt kvastar.
Liksom de flesta halofyter har växten tjocka, köttiga, kala blad, som är fattiga på klorofyll (bladgröna). Detta kan tillskrivas inflytandet av de salter – i synnerhet klornatrium (koksalt) – som till övermått upptas ur saltvattnet. Bladen är linjära och smalt elliptiska och helbräddade; de lägre lägre bladen är skaftade, de övre oskaftade.
Blomningstiden är från juni till september. Därefter sker en fruktsättning, där frukten är en gulbrun, platt nöt. Denna har en en finhårig hårpensel.
Utanför Europa är det närbesläktade astersläktet mycket art- och formrikt (mest i Nordamerika).

## Släktskap
Strandastern räknades tidigare till astrar under det vetenskapliga namnet Aster tripolium. Växten och besläktade arter har senare brutits ut, för att bilda det egna släktet strandastrar (Tripolium).
En nära släkting är trädgårdsastern, Callistephus chinensis (L.) Cass., som allmänt odlas med fyllda korgar, en av de härdigaste bland senhöstens skönblommiga växter i våra trädgårdar och mycket variabel till följd av odlingen. 